# Тодман, Адрианна
Адрианна Реджина Тодман (англ. Adrianne Regina Todman; род. Американские Виргинские Острова) — американский политик, член Демократической партии. Исполняющая обязанности министра жилищного строительства и городского развития (с 2024).

## Биография
Родилась и провела детство на американских Виргинских островах, окончила Колледж Смит. Карьеру на государственной службе начала в аппарате Рона де Луго — делегата от Виргинских островов в Конгрессе США без права голоса. Далее работала преимущественно в структурах Министерства жилищного строительства.
С 2017 года возглавляла Национальную ассоциацию должностных лиц жилищного хозяйства и реновации (National Association of Housing and Redevelopment Officials, NAHRO). В 2021 году единогласно утверждена Сенатом США в должности заместителя министра жилищного строительства и городского развития через три месяца после выдвижения её кандидатуры президентом Байденом.
11 марта 2024 года министр жилищного строительства и городского развития Марша Фадж объявила об отставке с 22 марта, и с этой даты обязанности министра в силу занимаемой должности стала временно исполнять Тодман.